# Pierre Gautherat
Pierre Gautherat (Colmar, 16 januari 2003) is een Franse wielrenner woonachtig in België en onder meer voormalig veldrijder die vanaf 2023 voor AG2R-Citroën uitkomt. Hij werd voor dit team op negentienjarige leeftijd beroepsrenner, na het seizoen ervoor vanaf 1 augustus 2022 er als stagiair te hebben gereden.

## Overwinningen
2023
Proloog en 1e etappe Vredeskoers-GP Jeseniky U23
Puntenklassement Vredeskoers-GP Jeseniky U23
2024
Jongerenklassement Ronde van de Provence
2025
3e etappe Vierdaagse van Duinkerke

## Resultaten in voornaamste wedstrijden
|      | \| Jaar \| Milaan-San Remo \| Gent-Wevelgem \| Ronde van Vlaanderen \| Parijs-Roubaix \| Amstel Gold Race \| Omloop Het Nieuwsblad \| \| ---- \| --------------- \| ------------- \| -------------------- \| -------------- \| ---------------- \| --------------------- \| \| 2023 \| \| opgave \| opgave \| 83e \| \| \| \| 2024 \| \| 35e \| 56e \| 57e \| 98e \| 11e \| \| 2025 \| 52e \| \| opgave \| 83e \| opgave \| \| |               |                      |                |                  |                       |
| Jaar | Milaan-San Remo | Gent-Wevelgem | Ronde van Vlaanderen | Parijs-Roubaix | Amstel Gold Race | Omloop Het Nieuwsblad |
| 2023 | | opgave        | opgave               | 83e            |                  |                       |
| 2024 | | 35e           | 56e                  | 57e            | 98e              | 11e                   |
| 2025 | 52e |               | opgave               | 83e            | opgave           |                       |

## Ploegen
- 2022 –  SCO Dijon-Team Matériel-Velo.com
- 2022 –  AG2R-Citroën stagiair vanaf 1-8
- 2023 –  AG2R-Citroën
- 2024 –  Decathlon AG2R La Mondiale
- 2025 –  Decathlon AG2R La Mondiale Team

Berthet · Bouchard · Calmejane · Champoussin · Cherel · Cosnefroy · Dewulf · Gall · Godon · Hänninen ·  Jullien · Jungels · Lapeira · L. Naesen · O. Naesen · O'Connor · A. Paret-Peintre · V. Paret-Peintre · Peters · Prodhomme · Raugel · Retailleau (vanaf 1/8) · Sarreau · Schär · Touzé · Van Avermaet · Van Hoecke · Vendrame · Venturini · Warbasse · Delphis (stagiair) · Gautherat (stagiair) · Tronchon (stagiair)
Baudin · Berthet · Bonnamour · Bouchard · Cherel · Cosnefroy · Dewulf · Gall · Gautherat · Godon · Hänninen · Labrosse (Vanaf 1/8) ·  Lapeira · L. Naesen · O. Naesen · O'Connor · A. Paret-Peintre · V. Paret-Peintre · Peters · Prodhomme · Raugel · Retailleau · Sarreau · Schär · Touzé · Tronchon · Van Avermaet · Vendrame · Venturini · Warbasse · Chaussinand (stagiair) · Veistroffer (stagiair) · Verschuren (stagiair)
Armirail · Baudin · Bennett · Berthet · Boasson Hagen · Bonnamour (tot 25/3) · Bouchard · Cosnefroy · De Bondt · De Pestel · Dewulf · Gall · Gautherat · Godon · Hänninen · Labrosse · Lafay ·  Lapeira · Naesen · O'Connor · A. Paret-Peintre · V. Paret-Peintre · Peters · Pollefliet · Prodhomme · Retailleau · Touzé · Tronchon · Vendrame · Warbasse